# Líquido de frenos

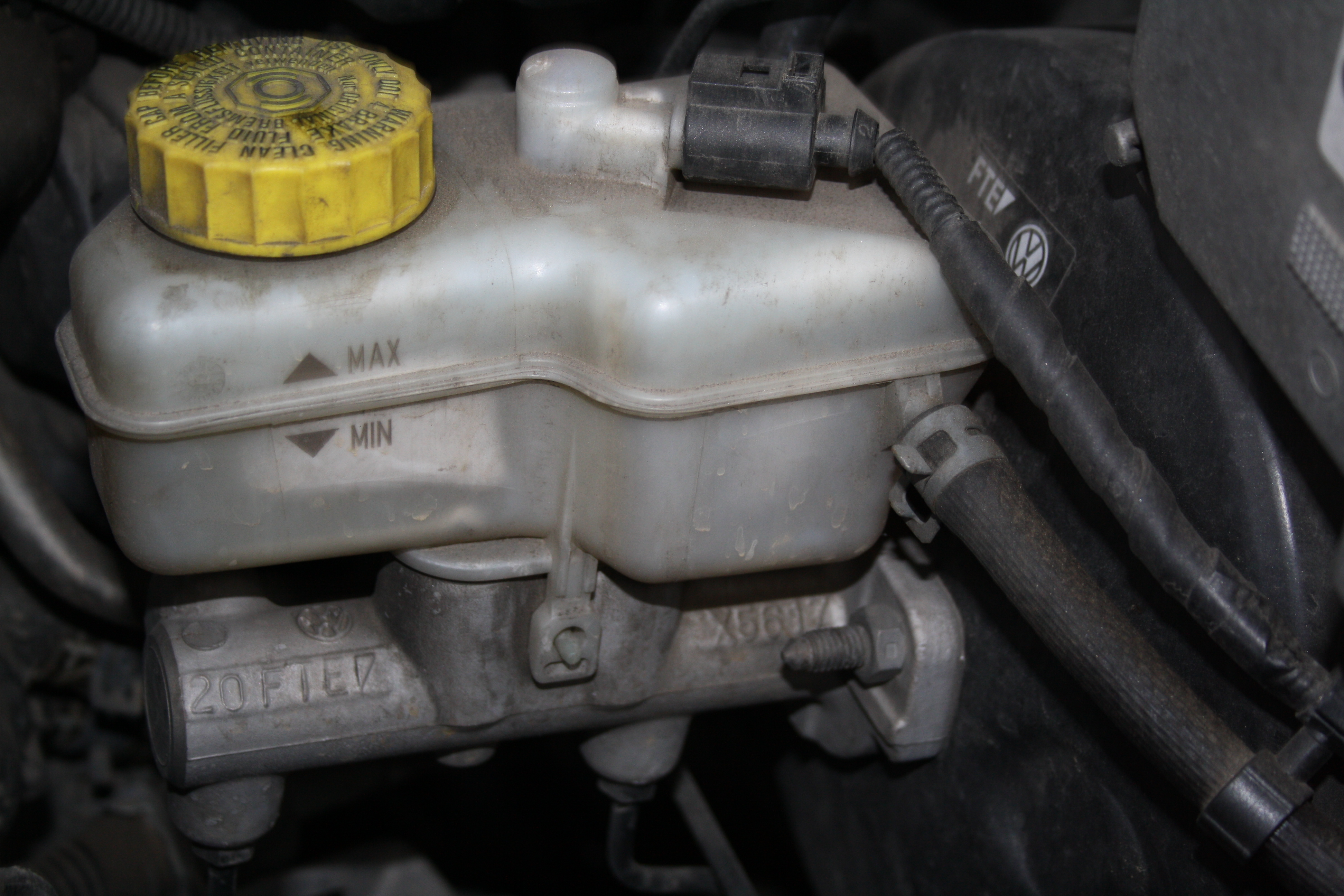
Depósito del líquido de frenos de un automóvil.

El líquido de frenos (llamado también liga para frenos o liga de frenos en Venezuela) es un líquido hidráulico que hace posible la transmisión de la fuerza ejercida sobre el pedal de freno a los cilindros de freno en las ruedas de automóviles, motocicletas, camionetas y algunas bicicletas avanzadas.

## Composición
El líquido de frenos se compone normalmente de derivados de poliglicol. En casos extraordinarios (ej. coches antiguos, ejército) se usan líquidos de silicona y aceites minerales.
El punto de ebullición del líquido de frenos ha de ser elevado ya que las aplicaciones de frenos producen mucho calor, además la formación de burbujas puede dañar el freno, y la temperatura de congelación ha de ser también muy baja, para que no se congele con el frío. Los líquidos de frenos convencionales tienen, según el Department of Transportation, DOT (del inglés Departamento de Transportes) temperaturas de ebullición de 205 °C (DOT 3), 230 °C (DOT 4) o 260 °C (DOT 5). Como puede observarse, cuanto mayor es el índice DOT mayor es la temperatura de ebullición.
Debido a que el líquido de frenos es higroscópico, es decir, atrae y absorbe humedad (ej. del aire) se corre el peligro de que pequeñas cantidades de agua puedan llevar consigo una disminución considerable de la temperatura de ebullición (este fenómeno se denomina “desvanecimiento gradual de los frenos”). El hecho de que el líquido de frenos sea higroscópico tiene por motivo impedir la formación de gotas de agua (se diluyen) que puedan provocar corrosión local y que pudiera helarse a bajas temperaturas. Debido a su propiedad higroscópica se ha de cerrar la tapa del recipiente lo antes posible.

## Puntos a tener en cuenta
Debido al incremento con el tiempo del porcentaje de agua en el líquido de frenos, se recomienda reemplazar cada 2 años y a mucho tardar cada 4 años. Porcentajes de agua superiores al 3% pueden dañar los frenos, ya que podrían formarse burbujas de vapor, las cuales, a diferencia de los líquidos, son comprimibles. Además el agua contribuye a la corrosión de los conductos del líquido de frenos y puede agravar el desgaste de los pistones de freno.
El líquido de frenos es tóxico si se ingiere e irrita los ojos y la piel al contacto (RS 22 y 36). Por ello ha de utilizarse guantes y gafas protectoras para su manipulación.
Además el líquido de frenos puede atacar la pintura y componentes de plástico. Por ello ha de eliminarse lo antes posible en caso de derrame. 
El líquido de frenos usado ha de depositarse en un contenedor de residuos especiales.
Debe usarse siempre el líquido adecuado. Un líquido de frenos no aprobado, incorrecto, contaminado o vencido puede provocar daños al sistema de frenos del vehículo ya que hace que se hinchen las partes de caucho y las copas del cilindro maestro. En caso de que esto ocurriera, deben ser reemplazadas estas piezas, lavarse todo el sistema y rellenar con el líquido apropiado.

## Mezcla de diferentes líquidos de frenos
DOT 3 y DOT 4 son compatibles ya que comparten la misma base glicol. La diferencia consiste en la mejoría en su punto de ebullición, en cambio DOT 5 es incompatible con los dos anteriores, ya que tiene base de silicona. Sin embargo el más reciente DOT 5.1 vuelve a tener base de glicol, siendo la evolución directa del DOT4. 
```
  Por Ejemplo: El departamento de transporte de los Estados Unidos (DOT), exigió a los fabricantes de líquido de frenos, que cumplieran con los requisitos de seguridad a la hora de fabricarlos, para las siguientes aplicaciones:
```

```
  Tipos de líquidos de frenos.
```

.- DOT 3 frenos convencionales, el cual tiene un punto de ebullición seco de 205 °C, húmedo de 140 °C y una viscosidad de 1.5 cSt (típicamente).
.- DOT 4 (frenos ABS y convencionales): este es un líquido convencional con un punto de ebullición seco de 230 °C, húmedo de 155 °C y tiene una viscosidad de 1.8 cSt (típicamente).
.- DOT 5.1 este es un líquido con un punto de ebullición seco de 260 °C, húmedo de 180 °C y tiene una viscosidad de 0.9 cSt (típicamente). 
El inconveniente que tiene el DOT 5.1 es que tiene una viscosidad mucho más baja (0.9 cSt) que los otros dos, esto puede provocar que en determinadas circunstancias y con esta viscosidad, el circuito de frenos tenga fugas. 
```
¿Que es DOT?

DOT es un acrónimo del departamento de transporte (Department Of Trasportation en inglés). Ellos regulan la calidad de los líquidos vendidos. En Estados Unidos solo hay tres productores de líquido. Todos los aceites de EE. UU. son producidos por Dupont, Dow o Unión Carbide.
```